# ضغام
ضَغَّام (الاسم العلمي Euryceros prevostii)، طائر وحيد الجنس والنوع من الجواثم سنيات المناقير وفصيلة الفانجا. موطنه جزيرة مدغشقر. جسمه معتدل القد شبه السمنة. ثوبه إلى السواد اللامع. رداؤه واباهره إلى السمرة القطرانية. منقاده أزرق اللون شبه مخروطي الشكل، كبير وغليظ يغلف مقدم الرأس كالكمامة. جناحاه ذربا الأطراف. ذنبه مستدير الرفال. قوته الحبوب والثمار والحشرات.